# Pretură
Pretura a fost o instituție administrativă intermediară între județ și comună, care a funcționat între 1925-1948. 
Ea avea rolul de coordonare, control și îndrumare a tuturor aspectelor administrative, economice, financiare, sanitare și polițienești, din cadrul unui grup mare de comune, din componența unei plăși. Preturile erau organe ale puterii executive de stat, subordonate prefecturilor județene, având ca atribuții principale: coordonarea administrațiilor comunale, menținerea ordinii publice, aplicarea legilor și regulamentelor, supravegherea școlilor, spitalelor, căminelor culturale și bisericilor, combaterea epidemiilor și epizotiilor, probleme edilitate, supravegherea activității industriale, agricole, comerciale, organizarea alegerilor, alcătuirea periodică a recensămintelor populației și altele. Primul pretor era șeful administrativ al plășii și în același timp funcționar exterior al Ministerului de Interne, fiind subordonat prefectului. 